# Gestió digital del color
La gestió digital del color és un tractament de les imatges digitals que permet mantenir-ne els color en algun perifèric (monitor, impressores, impremta). El principi general, comú a les diverses tecnologies de gestió digital del color, consisteix a assignar a cada perifèric (càmera fotogràfica, escàner, monitor, impressora) un anomenat perfil de color ICC que n'indica les característiques cromàtiques. Els perfils els poden realitzar els fabricants o els usuaris mateixos, que han de crear-los mitjançant programes especials i instruments especials (colorímetres i espectrofotòmetres).
A cada imatge produïda per un escàner o una càmera fotogràfica digital hi ha associat el perfil de color del perifèric que associa al coordinat del perifèric (RGB) el coordinat cromàtic relatiu (XYZ o Lab). Quan la imatge s'envia a un monitor o a una impressora el sistema de gestió del color calcula una conversió del color entre el perfil de la imatge i el perfil del perifèric de sortida de manera que el coordinat colorimètric dels colors d'entrada corresponguin al coordinat colorimètric del perifèric de sortida. D'aquesta manera els colors originals i els de la imatge impresa o visualitzada coincideixen.
Hi ha dues tecnologies principals obertes a la gestió digital del color: la de l'International Color Consortium (ICC) i la d'Adobe PostScript, anomenada PostScript Color Management (PCM).
En el sistemes operatius Mac OS i Mac OS X la gestió del color segons les pautes ICC s'assigna al subsistema ColorSync. En els sistems operatius Microsoft Windows la gestió del color segons les pautes ICC s'assigna al subsistema ICM.

## Codificació del color
La informació del color en vídeo pateix una sèrie de transformacions des de la seva estructura bàsica fins a un senyal compost.
En primer lloc, cal mencionar la divisió de la informació en els senyals <C> i <Y>, que es corresponen a les propietats de crominància i a la luminància, respectivament. Els tres senyals diferents RGB (vermell, verd, blau) que entrega la càmera queden dividits en aquestes dues senyals. Per tant, no és estrany que sigui necessària una codificació per ajuntar-les en un únic senyal.
El senyal <Y> s'obté a partir de la suma dels tres senyals RGB per obtenir el mateix senyal que s'obtindria en B/N (blanc i negre). El senyal <C> s'obté mitjançant una matriu de crominància que combina els senyals RGB mitjançant operacions algebraiques.
Un cop obtinguts aquests dos senyals, cal realitzar una codificació. La codificació de <Y> requereix d’un receptor de B/N mentre que la de <C> d’un de color. És en el circuit sumador, que aquestes s'unifiquen en un senyal únic.
Els diferents formats de la senyal de color poden ser: el format RGB, el format “per components”, el format S-Vídeo, el format vídeo compost i el format radiofreqüència.